# Cats Don't Dance
Cats Don't Dance é um filme de animação americano de 1997. Distribuído pela Warner Bros Family Entertainment e notável como o único longa-metragem produzido pela Turner Feature Animation. Este estúdio foi fundido durante a pós-produção de Cats Don't Dance em Warner Bros. Animation após a fusão da Time Warner com Turner Broadcasting System em 1996. Turner Feature Animation também produziu as porções animadas de Turner's The Pagemaster (1994).
O filme foi a estréia como diretor do ex-animador da Disney, Mark Dindal, e estrelou as vozes de Scott Bakula, Jasmine Guy, Matthew Herried, Ashley Peldon, John Rhys-Davies, Kathy Najimy, Don Knotts, Hal Holbrook, Betty Lou, René Auberjonois, George Kennedy e Dindal. Seus números musicais foram escritos por Randy Newman e incluem as contribuições de Gene Kelly como coreógrafo, antes de sua morte em 1996. O filme foi o último projeto de Kelly e é dedicado a ele.

## Trama
Em 1939, Danny, um jovem gato otimista, sonha com o estrelato de Hollywood, então ele viaja de sua cidade natal de Kokomo, Indiana para Hollywood, na esperança de começar uma carreira lá. Depois de conhecer um novo amigo Pudge, Danny é selecionado pelo agente Farley Wink para figurar em um filme chamado Li'l Ark Angel que está em produção ao lado de uma gata branca chamada Sawyer em Mammoth Pictures. Ao juntar-se a outros animais; Tillie, Cranston, Frances e TW, Danny fica desanimado ao descobrir o quão pequeno é seu papel e tenta abrir caminho para mais tempo no centro das atenções.Durante uma gravação, Danny acaba irritando Darla Dimple, uma atriz mirim popular e extremamente mimada e estrela do filme, então ela atribui seu mordomo Max para intimidar Danny em não mais tentar ampliar sua parte.
Danny aprende com o mascote do estúdio Woolie que os atores humanos normalmente recebem papéis mais importantes que os animais; um fato que nenhum deles está muito feliz, mas sabe que eles devem aceitar. Ele anseia pelos holofotes e tenta fazer um plano que encoraje os humanos a fornecerem aos animais os melhores cenários, como montar um enorme grupo de animais e fazer uma performance musical para os humanos.
Mais tarde, Danny recebe conselhos de Darla (escondendo sua vilania como uma doce menina) através da música sobre como interessar e satisfazer o público. Ele leva essa informação para o coração e agrupa os animais para uma audição na Arca, na esperança de atrair a atenção dos humanos. No entanto, Darla, temendo que os animais estejam arriscando seus holofotes, Max a ajuda a inundar o palco enquanto LB Mammoth, diretor da Mammoth Pictures, e Flanagan, o diretor do filme, estão dando uma entrevista, culpando e demitindo os animais pelos danos colaterais. Os animais estão deprimidos por serem impedidos de atuar em Mammoth Pictures. (especialmente Danny, que foi convencido por Darla que ela estava tentando ajudar os animais). Woolie diz a Danny para retornar a Kokomo. Mais tarde naquela noite, todos estavam em uma lanchonete, chateados com Danny por arruinar tudo para eles, enquanto Sawyer estava cantando uma canção sobre Danny tentando manter seus sonhos vivos, assim se apaixonando por Danny por acreditar em seus sonhos. Tillie ouve Sawyer cantando e sugere que Sawyer siga Danny. Sawyer chega ao ponto de ônibus, apenas alguns segundos depois que Danny saiu, encontrando seu chapéu e sua lista de tarefas, fazendo com que ela derramasse algumas lágrimas.
No entanto, após um comentário do motorista do ônibus e vendo Pudge vagando pelas ruas, Danny pára o ônibus e apresenta um plano novamente. Ele secretamente convida Sawyer, suas amigas e Woolie para a estréia do filme. Após a exibição e uma batalha com Max que o leva voando em um balão de Darla, Danny chama a atenção do público. Ao trazer Sawyer, Woolie, Tillie, Cranston, Pudge, Frances e TW para ajudar Danny, os oito animais fizeram uma performance musical que entretém e impressiona os espectadores. Enquanto isso, Darla está tentando sabotar o programa mexendo com o equipamento de efeitos especiais, mas suas tentativas, ao contrário, fazem com que ela aumente inadvertidamente o desempenho e se machuque. Por fim, ela não intencionalmente lança um enorme final de fogos de artifício , fazendo com que a performance dos animais seja um sucesso completo (assim como cortando o teto do teatro) e os telespectadores aplaudem e aplaudem.
Furiosa com os animais, Darla repreende Danny, acidentalmente confessando ter inundado a Mammoth Studios quando sua voz foi amplificada sobre o sistema de som do teatro graças a um microfone em que ela estava enrolada, revelando a verdade sobre o incidente para o público, incluindo LB e Flanagan, que ficam horrorizados ao ver as verdadeiras cores de Darla e perceber que os animais nunca tiveram culpa de nada. Com sua reputação em perigo, Darla tenta se esconder, agindo como uma doce menina, abraçando e beijando Danny, mas Pudge puxa uma alavanca, enviando Darla para baixo de um alçapão. Por fim, a demanda dos animais por papéis maiores é satisfeita e seus sonhos são cumpridos depois de tanto tempo, e Danny e Sawyer admitem seus sentimentos um pelo outro. (Max também é visto pela última vez em Paris, França no balão, de alguma forma ouvindo o último grito angustiado de Darla por ele enquanto responde à quilômetros de distância)

## Elenco
- Scott Bakula como Danny
- Jasmine Guy (diálogos) e Natalie Cole (canções) como Sawyer
- Matthew Herried como Pudge
- Ashley Peldon (diálogos) Lindsay Ridgeway (canções) como Darla Dimple
- Mark Dindal como Max
- Hal Holbrook como Cranston Cabra
- Kathy Najimy como Tillie Hipopótamo
- John Rhys-Davies como Wooly, o Mamute
- Don Knotts e Rick Logan (canções) como T.W. Tartaruga
- Betty Lou Gerson como Frances

### Elenco brasileiro
- Clécio Souto como Danny
- Fernanda Baronne como Sawyer
- Andreas Avancini como Pudge
- Marisa Leal como Darla Dimple
- Maurício Berger como Max
- Leonel Abrantes como Crantson Cobra
- Marcia Morelli como Tillie Hipopótamo
- Isaac Bardavid como Wooly, o Mamute
- André Belissar como T.W. Tartaruga
- Nair Amorim como Frances